# Птахи (фільм, 1963)
«Птахи» (англ. The Birds) — американський фільм режисера Альфреда Гічкока, знятий у 1963 році за мотивами оповідання англійської письменниці Дафна дю Мор'є, є взірцем трилера.

## Сюжет
Молода заможна жінка Мелані Деніелс, відома своїми розіграшами, знайомиться з адвокатом Мітчем Бреннером у зоомагазині провінційного містечка. Зацікавившись Мітчем, вона вирішує позалицятися до нього, скориставшись його розповіддю про сестру Кеті, в якої невдовзі день народження. Вона купує пару нерозлучників для Кеті та вирушає через озеро доставити птахів у його будинок. Мелані лишає подарунок і потай відпливає на човні, несподівано її вдаряє чайка. Мітч бачить це в бінокль і відводить жінку до знайомого, де надає першу допомогу. Деніел лишається на ніч у вчительки Енні Гейворт, колишньої коханки Мітча, котра здає кімнату у своєму будинку. Ввечері вона бачить зграю чайок, яка літає над озером.
Кеті в захваті від подарунка, тож Мелані отримує нагоду познайомитися з родиною Мітча. Його мати Лідія згадує, що фермерам доставили неправильний корм для птахів. На дні народження на дітей нападає зграя чайок, а ввечері сотні ластівок вриваються до будинку через камінну трубу. Відбившись від них, Мітч вважає, що птахи не атакували зумисне, а їх щось спровокувало.
На ранок Лідія їде провідати сусіда-фермера і знаходить його мертвим, з виклюваними очима. Вона побоюється, що птахи нападуть і на її доньку. Мелані застає зграю ворон на шкільному подвір'ї та разом з Енні виводить дітей зі школи. Рятуючи Кеті, Енні опиняється в зграї, де птахи закльовують її на смерть. Мелані з дітьми ховаються в ресторані, де жителі містечка обдумують як врятуватися. На автозаправці стається витік пального, який через випадкового курця вибухає. Приманені вогнем чайки тероризують містян, а коли пожежа згасає — відлітають.
Бреннер переховує родину й Кеті у своєму будинку, який невдовзі атакують ворони. Почувши шум на горищі, Мелані підіймається нагору, де зазнає нападу птахів. Мітч рятує її та приймає рішення тікати з матір'ю та сестрою з міста. Вийшовши на ґанок під час затишшя, вони бачать сотні птахів, які можуть напасти будь-якої миті. Діставшись до автомобіля, Бреннер чує по радіо, що більшість містян втекли, а причини агресії тварин лишаються нерозгаданими. Забравши матір, сестру та Мелані, Мітч покидає місто.

## У ролях
- Род Тейлор — Мітч Бреннер
- Джессіка Тенді — Лідія Бреннер
- С'юзан Плешет — Енні Гейворт
- Тіппі Гедрен — Мелані Деніелс
- Вероніка Картрайт — Кеті Бреннер
- Етель Гріффіс — місис Банді
- Рут МакДевітт — місис Макгрудрер
- Лонні Чепмен — Дік Картер

## Знімальна група
- Режисер — Альфред Гічкок
- Продюсер — Альфред Гічкок
- Сценарист — Еван Гантер
- За оповіданням — Дафни Дю Мор'є
- Оператор — Роберт Беркс
- Консультант зі звуку — Бернард Херман
- Композитор — Оскар Заля

## Цікаві факти
- Одна з пташок дійсно поранила обличчя Тіппі Гедрен під час зйомок.
- У фільмі немає ніякої музики, за винятком якоїсь суміші електронної музики, співу дітей в хорі й пташиного шуму.
- Наприкінці фільму немає слова «Кінець», оскільки Альфред Гічкок хотів показати нескінченний жах.
- Кульмінаційну сцену, де птахи нападають на героїню Гедрен знімали 7 днів. Пізніше актриса відзначила: «Цей був найгірший тиждень мого життя».
- Камео режисера — Альфред Гічкок з'являється на початку фільму з двома собаками (причому це були його собаки).
- Протягом тривалого часу не вдавалося зібрати достатню кількість чайок і тільки коли у пшоно додали трохи віскі вдалося відзняти зграю чайок, які накинулися на їжу.
- У новелі Дафни дю Мор'є мова йшла про хижих птахів, Альфред Гічкок вирішив використати найпростіших птахів, щоб було страшніше.[2]